# 精靈總動員
《精靈總動員》（英語：Elf）是一部2003年美國的聖誕喜劇電影，由強·法夫洛執導，大衛·伯倫鮑姆編劇，主要演員有威爾·法洛、詹姆士·肯恩、柔伊·黛絲香奈、瑪麗·史汀柏格、愛德華·阿斯納、鮑勃·紐哈特，故事講述一個由聖誕老人的精靈(法洛)撫養長大的人類，他了解了自己的身世，並前往紐約市與他的親生父親(肯恩)會面，在憤怒無常的世界散佈耶誕節的歡愉氣氛。
於2003年11月7日在美國上映，取得了重要的評論和商業成功，全球票房收入為2.2億美元，預算為3300萬美元。威爾·法洛飾演小精靈巴迪的表演受到影評和觀眾的一致好評，許多人稱這是他最好的表演之一。這部電影啟發了2010年百老匯音樂劇《Elf：音樂劇》和NBC的2014年定格動畫電視特別節目《Elf：巴迪的音樂聖誕節》。它被許多人譽為現代經典，並經常被列為有史以來最偉大的聖誕電影之一。

## 劇情概要
平安夜，一個孤兒看到一隻泰迪熊就爬進聖誕老人的麻布袋裡，不知不覺從孤兒院被帶回了北極。在聖誕老人的工作坊發現嬰兒後，精靈們根據他尿布的品牌標籤給他取名巴迪。
巴迪被精靈社區接受，長大後認為自己是精靈，但很快就無意中得知自己是人類。精靈爸爸向他解釋說他是華特霍布斯和蘇珊威爾斯所生。她在把他送人收養後不久就去世了，但她從未告訴華特她懷孕的事。華特現在在紐約市帝國大廈的兒童圖書出版商。聖誕老人透露華特因為自私的行為而被列入頑皮名單，但他建議巴迪可以用一些聖誕精神幫助他贖罪。
巴迪前往紐約，發現華特正在工作，但華特將他誤認為是聖誕老人的信使，並將他驅逐出境。巴迪前往華特的保安諷刺地告訴他去的當地金貝爾斯百貨公司(Gimbels)，在那裡他遇到了喬維，一個不熱情的員工，他立即被他迷住了。聽說聖誕老人第二天會來店裡，巴迪連夜重新裝飾了店面。然而，他發現金貝爾斯百貨的聖誕老人不是真的聖誕老人時，巴迪拆下了他的鬍子，並在店內引起爭吵，直到經理拆散他們。
華特不情願地將巴迪保釋出警察局，並帶他進行DNA測試，確認巴迪是他的親生兒子。萊昂納多醫生說服他帶巴迪回家見他的繼母艾蜜莉和同父異母的兄弟麥可。巴迪的奇怪行為讓華特和麥可感到不安，但艾蜜莉堅持要他們照顧他，直到他“康復”。在一場打雪球仗中打敗了一群惡霸後，麥可對巴迪產生了好感，並鼓勵他約喬薇出去約會。約會期間，兩人墜入愛河。
與此同時，華特的出版公司在最新一本書失敗後倒閉了。華特的老闆格林威(Fulton Greenway)希望華特能在平安夜之前準備好一本新書。華特和他的團隊安排了與暢銷兒童作家邁爾斯·芬奇的會面，但巴迪打斷了會議，並將患有侏儒症的芬奇誤認為是小精靈。巴迪在芬奇攻擊他之前無意中侮辱了他，並憤怒地離開了會議，華特因此大發脾氣並嚴厲地與巴迪斷絕關係。傷心欲絕的巴迪在神奇畫板(Etch A Sketch)上寫了一封道歉信，然後離開了華特的公寓。
華特和他的團隊發現芬奇的筆記本上滿是想法後，便爭先恐後地創作了一本書來推介。當華特準備把這本書推銷給格林威時，麥可來告訴華特，巴迪離開了。意識到自己的錯誤，華特辭掉了工作，和邁克爾一起出去尋找巴迪。與此同時，巴迪看到聖誕老人的雪橇在中央公園墜毀，吸引了一大群人。聖誕老人解釋說，由於缺乏聖誕精神，雪橇的引擎丟失了，沒有它就無法飛行。
巴迪找到引擎並與華特和麥可重逢。華特為他的粗話向他道歉並接受他為他的兒子。巴迪帶他們去見聖誕老人後，麥可拿著聖誕老人的名單，在聚集在公園外的電視新聞攝影機前朗讀，證明聖誕老人是真實存在的。當巴迪試圖重新連接引擎時，四名中央公園警察巡邏員追逐雪橇。喬薇帶領人群和那些在電視上觀看的人一起唱著“聖誕老人來鎮上”(Santa Claus Is Coming to Town)，激發了足夠的聖誕氣氛，讓沒有引擎的雪橇充滿動力。
在接下來的聖誕節，巴迪寫了一本關於他的生活的書，這本書成為暢銷書，並讓華特建立了自己的出版公司。巴迪也與喬薇結婚，並帶著他們剛出生的女兒Susie去探望精靈爸爸。

## 演員

### 主要角色
| 演員                              | 角色                             | 備註                                                                 |
| --------------------------------- | -------------------------------- | -------------------------------------------------------------------- |
| 威爾·法洛 Will Ferrell            | 巴迪·霍布斯 Buddy Hobbs          | 又名“小精靈巴迪”，是一個由聖誕老人的精靈撫養長大的古怪人類。         |
| 詹姆士·肯恩 James Caan            | 華特·霍布斯 Walter Hobbs         | 是一名兒童圖書出版商，也是巴迪的親生父親。                           |
| 柔伊·黛絲香奈 Zooey Deschanel     | 喬薇 Jovie                       | 是金貝爾斯百貨公司的不熱情的員工，也是巴迪 (Buddy)的情人。           |
| 瑪麗·史汀柏格 Mary Steenburgen    | 艾蜜莉·霍布斯 Emily Hobbs        | 華特的妻子，麥可的母親和巴迪的繼母。                                 |
| 愛德華·阿斯納 Ed Asner            | 聖誕老人 Santa Claus             | 聖誕老人，他在麻布袋裡發現了巴迪，並將他交給了精靈爸爸撫養。         |
| 鮑勃·紐哈特 Bob Newhart           | 精靈爸爸 Papa Elf                | 巴迪的養父和旁白。                                                   |
| 丹尼爾·泰 Daniel Tay              | 麥可·霍布斯 Michael Hobbs        | 華特和艾蜜莉的兒子以及巴迪同父異母的弟弟。                           |
| 費鬆·勒夫 Faizon Love             | 旺達 Wanda                       | 金貝爾斯百貨的經理和喬薇的老闆。                                     |
| 彼特·丁拉基 Peter Dinklage        | 邁爾斯·芬奇 Miles Finch          | 暢銷兒童作家兼侏儒，他攻擊巴迪（錯誤地）稱他為精靈。                 |
| 艾米·塞達里斯 Amy Sedaris         | 黛比 Deb                         | 華特的秘書。                                                         |
| 邁克爾·勒納 Michael Lerner        | 格林威 Fulton Greenway           | 華特的控制欲強且冷漠的老闆以及Greenway Press的首席執行官。           |
| 安迪·里希特 Andy Richter          | 莫里斯 Morris                    | 華特的同事。                                                         |
| 凱爾·加斯 Kyle Gass               | Eugene Dupree                    | 華特的同事。                                                         |
| 阿蒂·蘭格 Artie Lange             | 假聖誕老人 the Fake Santa        | 金貝爾斯百貨的聖誕老人，巴迪因為他不是真正的聖誕老人而與他發生爭執。 |
| 強·法夫洛 Jon Favreau             | 萊昂納多醫生 Dr. Ben Leonardo    | 霍布斯家族的兒科醫生。                                               |
| 麥特·華許 Matt Walsh              | 目擊證人 Eye Witness             |                                                                      |
| 彼得·比靈斯利 Peter Billingsley   | Ming Ming Ming Ming (uncredited) | 聖誕老人工作坊的首席小精靈。                                         |
| 馬克・艾契遜 Mark Acheson         | 收發室工作人員 a mailroom worker |                                                                      |
| 克萊爾·羅提爾 Claire Lautier      | 夏洛特 Charlotte                 | 中央公園的新聞播報員。                                               |
| 大衛·保羅·格魯夫 David Paul Grove | Pom Pom                          | 巴迪發現自己是人類時暈倒的小精靈。                                   |

### 配音角色
| 演員                            | 角色                                                            | 備註 |
| ------------------------------- | --------------------------------------------------------------- | ---- |
| 利昂·雷德伯恩 Leon Redbone      | 雪人 the Snowman                                                |      |
| 雷·哈利豪森 Ray Harryhausen     | 北極熊 Polar Bear Cub                                           |      |
| 強·法夫洛 Jon Favreau           | 海象、一角鯨、海鸚 the Baby Walrus,Mr.Narwhal,the Arctic Puffin |      |
| 莫里斯・拉馬奇 Maurice LaMarche | Buddy's Burp                                                    |      |
| 達拉斯·麥肯儂 Dallas McKennon   | 盒子裡的傑克 the Jack-in-the-Box                                |      |

## 外部連結
- 互联网电影数据库（IMDb）上《精靈總動員》的资料（英文）
- AllMovie上《精靈總動員》的资料（英文）
- Box Office Mojo上《精靈總動員》的資料（英文）
- 爛番茄上《精靈總動員》的資料（英文）
- 百老匯網路資料庫（IDBD）上《精靈總動員》的资料（英文）